# Signé Zorro
Pour plus de détails, voir Fiche technique et Distribution.
Signé Zorro (titre original : The Sign of Zorro) est un film américain réalisé par Lewis R. Foster et Norman Foster pour Walt Disney Productions sorti initialement au Japon fin 1958 et en 1960 aux États-Unis.
Il s'agit d'une compilation d'extraits des treize premiers épisodes de la série Zorro produite par le studio Disney de 1957 à 1961.

## Fiche technique
- Titre original : The Sign of Zorro
- Titre français : Signé Zorro
- Réalisation : Lewis R. Foster, Norman Foster assistés de Russ Haverick et Vincent McEveety
- Scénario : Norman Foster, Lowell S. Hawley, Bob Wehling et John Meredyth Lucas d'après l'œuvre de Johnston McCulley
- Producteur : William H. Anderson
- Photographie : Gordon Avil
- Montage : Hugh Chaloupka, Stanley E. Johnson, Roy V. Livingston, Cotton Warburton
- Direction artistique : Marvin Aubrey Davis
- Décorateur de plateau : Hal Gausman, Emile Kuri
- Costumes : Chuck Keehne
- Maquillage : Pat McNalley
- Technicien du son : Robert O. Cook
- Effets Visuels : Peter Ellenshaw (artiste matte)
- Musique : William Lava
  - Chansons : Norman Foster et George Bruns (générique)
- Production : Walt Disney Productions
- Pays de production :  États-Unis
- Langue : anglais
- Format : noir et blanc — 1,75:1 — Mono — 35 mm
- Genre : aventures
- Durée : 91 minutes
- Dates de sortie : 
  - Japon : 18 novembre 1958
  - France : 4 avril 1959

Sauf mention contraire, les informations proviennent des sources suivantes : Leonard Maltin, IMDb

## Distribution
- Guy Williams (VF : Jean-Louis Jemma) : Don Diego de la Vega / Zorro
- Henry Calvin (VF : Fernand Rauzena) : Sergent Maurizio Demetrio López García
- Gene Sheldon : Bernardo
- Don Diamond (VF : Jacques Dynam) : Caporal Reyes
- George J. Lewis (VF : Jacques Berlioz) : Don Alejandro de la Vega
- Jan Arvan : Don Ignacio Torres
- Charles Korvin (VF : Raymond Loyer) : Jose Sebastian Varga alias « L'aigle »
- Romney Brent : Père Felipe
- Jolene Brand (VF : Michele Bardollet) : Anna Maria Verdugo
- Britt Lomond (VF : Jacques Berthier) : Capitaine Monastario (1957-1958)
- John Litel : Le Gouverneur (1958-1959)
- Eduard Franz : Senor Gregorio Verdugo
- Vinton Hayworth (VF : Jean-Henri Chambois) : Le magistrat Carlos Galindo
- Than Wyenn : Licenciado Pina
- Suzanne Lloyd : Raquel Toledano
- Eugenia Paul : Senorita Elena Torres
- Richard Anderson : Don Ricardo del Amo
- Lee Van Cleef : Antonio Castillo
- Sandy Livingston : Rosarita Cortez
- Cesar Romero : Don Estevan (l'oncle de Don Diego)
- Myrna Fahey : Maria  Crespo
- Perry Lopez : Joaquín Castañeda
- Barbara Luna : Teresa Modesto
- Noel de Souza : Paco
- Nestor Paiva : Theo Gonzales (l'aubergiste)

## Sorties Cinéma
Sauf mention contraire, les informations suivantes sont issues de l'Internet Movie Database.
- Japon : 18 novembre 1958
- Royaume-Uni : 8 décembre 1958
- Brésil : 22 décembre 1958
- Allemagne de l'Ouest : 3 avril 1959
- France : 4 avril 1959
- Suède : 6 avril 1959
- Italie : 15 mai 1959
- Australie : 20 août 1959
- Danemark : 19 octobre 1959
- États-Unis : 11 juin 1960
- Hong Kong : 13 octobre 1960
- Finlande : 2 décembre 1960

## Origine, production et analyse
Au milieu des années 1950, lorsque la série télévisée Davy Crockett (sur ABC) était un succès, le studio Disney a regroupé plusieurs épisodes pour les diffuser au cinéma sous la forme de long métrage, la même recette a été reproduite avec la série Zorro,. La production du film est confondue avec celle de la série. Il s'agit d'une compilation d'extraits des treize premiers épisodes de la série sorti initialement au Japon fin 1958 et en 1960 aux États-Unis.
Une version modifiée a été diffusée le 9 juin 1978 et la vidéo est sortie en 1982.
Selon Leonard Maltin, le mélange de différentes scènes de la série pour en faire un long métrage pose plusieurs problèmes. Le patchwork est moins réjouissant que la série parce que pour des raisons scénaristiques l'introduction faite sur plusieurs épisodes traîne ici en longueur, ensuite l'amalgame comprend plusieurs intrigues et leurs résolutions, le tout avec une continuité irrégulière.

## Livres-disques Disney
Un livre disque est sorti sous le titre Signé Zorro.